# Ledce, Brno-venkov
Ledce là một làng thuộc huyện Brno-venkov, vùng Jihomoravský, Cộng hòa Séc.